# Ligne 106 (Infrabel)
La ligne 106 est une ligne secondaire de chemin de fer belge, qui reliait autrefois Lembeek à Écaussinnes (Carrières).
Elle suit la vallée de la Sennette qui, entre Lembeek et Ronquières, est intégrée au Canal Bruxelles-Charleroi. Aussi cette ligne est-elle essentiellement parallèle à la ligne 96 (Bruxelles - Mons - frontière française).
Elle dessert le complexe sidérurgique des forges de Clabecq qui constituent son dernier raccordé, au départ de Lembeek. Cette section est électrifiée afin d'éviter un changement de traction superflu.
Au sud de Clabecq, la ligne revêt un caractère essentiellement rural. Elle est désormais déferrée. Seule subsiste aujourd'hui la section de Lembeek à Clabecq-Marchandises, parcourue exclusivement par des trains de marchandises.

## Les gares
- Lembeek (ou Lembecq), située sur la ligne 96 de Bruxelles à Mons / Quévy (frontière française)
- Clabecq, située au croisement des lignes 106 et 115
- Clabecq-Marchandises
- Oisquercq
- Virginal (connexion aux SNCV)
- Fauquez
- Ronquières
- Henripont
- Écaussinnes-Nord (autrefois : Écaussinnes)
- Écaussinnes (autrefois : Écaussinnes-Carrières), sur la ligne 117 de Braine-le-Comte à Manage.

## Historique
En 1839, alors que l’État belge s’occupe de relier les principales villes du pays par le rail, un projet de ligne de Bruxelles à Charleroi et Namur, qui ne sera finalement pas retenu, prévoit de construire une ligne passant par Lembeek, Oisquercq, Ronquières, Nivelles, Obaix - Buzet, Luttre et Marchienne-au-Pont. Le tracé de cette ligne entre Lembeek et Ronquières préfigure avec 40 ans d'avance celui de la ligne 106. L’État choisira finalement un tracé moins direct, inauguré en 1843, qui avait l'avantage de desservir Écaussinnes et la région de La Louvière. Il faudra attendre 1874 pour que soit mise en service une ligne de Bruxelles à Charleroi, par Waterloo, Nivelles et Luttre.
Dans la loi du 3 juin 1870 relative à la reprise des lignes concédées aux compagnies constituant la Société générale d'exploitation de chemins de fer, un « chemin de fer des Écaussinnes à Ronquières » figure dans la liste des nouvelles concessions accordées à cette occasion à la Compagnie des chemins de fer des bassins houillers du Hainaut, qui doit construire ces lignes puis les livrer à l’État. Comme la plupart des lignes concédées aux Bassins houillers, l’État doit finalement se charger de la construction. Le tracé est modifié et prolonge la ligne, parallèlement au canal Bruxelles-Charleroi, entre Ronquières et Lembeek.
La ligne est mise en service par étapes en 1884 (d'abord de Clabecq à Virginal, ensuite la section sud et la courbe vers Lembeek).
Desservie par les trains de voyageurs locaux, elle possède aussi un temps une desserte à longue distance. En octobre 1952, alors que la jonction Nord-Midi vient d'être inaugurée, il existe une desserte semi-directe de Bruxelles-Nord à Manage effectuée en autorail type 620 empruntant la ligne 106 via Clabecq et Écaussinnes.
En 1964, la double bretelle de raccordement de la gare de Clabecq (vers Tubize et vers Lembeek) est électrifiée pour permettre la desserte des Forges de Clabecq. Ces usines sidérurgiques génèrent alors un trafic quotidien de 150 wagons.
La ligne a perdu son trafic voyageurs le 3 juin 1984, à l'occasion de l'entrée en vigueur d'une importante refonte de l'offre dénommée "Plan IC-IR"
La section de Oisquercq à Écaussinnes-Carrières a été déferrée en avril 1989. Les voies sont toujours présentes entre Lembeek et Clabecq pour la dessertes des Forges de Clabecq et du laminoir NLMK.